# Попонаволоцкое сельское поселение
Попонаволо́цкое се́льское поселе́ние или муниципа́льное образова́ние «Попонаволо́цкое» — муниципальное образование  со статусом сельского поселения в Вельском муниципальном районе Архангельской области. 
Соответствует административно-территориальной единице в Вельском районе — Попонаволоцкий сельсовет.
Административный центр — посёлок Пасьва.

## География
Попонаволоцкое сельское поселение располагается на северо-востоке Вельского района. Крупнейшие реки — Вага, Шереньга. Крупнейшее озеро муниципального образования — Попонаволоцкое. Другие озёра — Гагарье, Мулондское, Озерко. 
Граничит:
- на юго-западе с муниципальным образованием «Благовещенское»
- на западе с муниципальным образованием «Пуйское»
- на юге и юго-востоке с Устьянским районом
- на севере с Шенкурским районом

## История
Муниципальное образование было образовано в 2006 году.

## Население
| 2005  | 2010  | 2011  | 2012  | 2013  | 2014  | 2015  | 2016  | 2017  |
| ----- | ----- | ----- | ----- | ----- | ----- | ----- | ----- | ----- |
| 2012  | ↘1421 | ↘1415 | ↘1401 | ↘1368 | ↘1347 | ↘1243 | ↘1167 | ↘1090 |
| 2018  | 2019  | 2020  | 2021  | 2023  |       |       |       |       |
| ↘1059 | ↘1002 | ↘967  | ↘927  | ↘882  |       |       |       |       |

## Населённые пункты
В состав сельского поселения входят 14 населённых пунктов:
| №  | Населённый пункт | Тип населённого пункта          | Население |
| -- | ---------------- | ------------------------------- | --------- |
| 1  | Нижний склад     | посёлок                         | →4        |
| 2  | Павловское       | село                            | ↗114      |
| 3  | Пасьва           | посёлок, административный центр | ↘1384     |
| 4  | Саргино          | посёлок                         | ↘153      |
| 5  | Березник         | деревня                         | →2        |
| 6  | Бучнево          | деревня                         | →0        |
| 7  | Гришинская       | деревня                         | ↗2        |
| 8  | Захарово         | деревня                         | →1        |
| 9  | Кулига           | деревня                         | →4        |
| 10 | Левково          | деревня                         | →43       |
| 11 | Плечиха          | деревня                         | ↘2        |
| 12 | Подлевково       | деревня                         | →4        |
| 13 | Поречье          | деревня                         | ↘17       |
| 14 | Угрюмовская      | деревня                         | →1        |

### Карты
Лист карты P-38-XIX,XX Пасьва. Масштаб: 1 : 200 000. Состояние местности на 1984 год. Издание 1990 г.